# Hebius venningi
Hebius venningi är en ormart som beskrevs av Wall 1910. Hebius venningi ingår i släktet Hebius och familjen snokar. IUCN kategoriserar arten globalt som livskraftig. Inga underarter finns listade i Catalogue of Life.
Arten förekommer i delstaten Meghalaya i Indien, i södra Kina och i Myanmar. Den vistas i kulliga områden och i bergstrakter upp till 1790 meter över havet. Habitatet utgörs av fuktiga bergsskogar. Ormen är aktiv på natten och jagar grodor samt grodyngel. Honor lägger cirka 6 ägg per tillfälle.